# Чоколадна торта краљице Наталије
Чоколадна торта краљице Наталије је оригинална торта од чоколаде која је припремана у домаћинству Јеврема Грујића приликом посета краљице Наталије Обреновић. Данас се ова торта, припремљена по оригиналном рецепту из 1888. године, може пробати у Дому Јеврема Грујића и својеврсна је туристичка атракција Београда.

## Историја
Дом Јеврема Грујића једна је од ретких кућа у старом језгру Београда која чува вредна сведочанства о угледној грађанској породици с краја 19. века. Јеврем Грујић  (1826/1827 – 1895) био је српски политичар и дипломата и у његов дом долазили су многи угледни и значајни људи тога времена, од владара и политичара, до научника и уметника. Многи грађански обичаји Београда тога времена потекли су баш из овог дома, па тако и испијање чаја. Међу најприснијим гошћама ове породице била је Наталија Обреновић, жена краља Милана и „прва српска краљица после Косова”, како се тада говорило. Како је била велики љубитељ чаја, обичај испијања чаја се усталио и у дому Грујића. Укућани су краљицу дочекивали с великим уважавањем, уз обавезни „реверанс”, дубоки наклон при коме се тело савија у струку уз благ прегиб у коленима. Претпоставља се да је протокол на тим првим чајанкама донела управо краљица.
Као и свака мода, чајанке су крајем 19. века добиле посебно место у друштвеном животу Београда. Сматра се да је баш краљица Наталија највише допринела да позив на чај постане синоним за друштвено окупљање. Нарочито се пазило на лепе манире, пригодну одећу, избор лаганих тема за разговор. Сервис у коме је чај послуживан врло брзо постао питање престижа. У високим круговима велики сребрни чајник заузимао је посебно и видно место у трпезарији. Велики број записа говори о значају окупљања уз чај, јер су угледне даме тог времена организовале посебне чајанке на којима су скупљале добротворне прилоге за оне којима је помоћ била потребна.
У то време у Србији се више водило рачуна о прибору и начину сервирања чаја, а мање о врстама које се пију. Због тога се у Србији чај поистовећује са свим напицима који се справљају од осушеног биља и вреле воде.
На сточић у салону стављао се најлепши ланени столњак с истоветним салветама. Централно место заузимала су два сребрна чајника, израђена у чувеним бечким радионицама, и уз њих шећерник и шољице од најфинијег порцелана. У један чајник се стављало онолико кашичица чаја колико је било гостију и обавезно још једна кашичица приде, за чајник, како се говорило. Да би се добио најфинији укус, чај се преливао врелом водом из другог чајника, никако кључалом. Шећерник је био мала посуда од сребра у коју су се стављале коцкице шећера, па су даме сребрним хватаљкама узимале онолико коцкица колико је по њиховом укусу било. Уз млеко у сребрним бокалчићима и сок од лимуна у малим кристалним бочицама, касније је служен и рум у кристалној флашици са запушачем. Шољица се држала у руци, изнад тацнице (која се држала у другој), палцем и кажипрстом за танку дршку, а благо подигнут мали прст сматрао се делом финог васпитања праве даме.
Уз чај су се служиле кифлице или погачице са сиром и кимом, а главна посластица била је чоколадна торта, омиљени слаткиш краљице Наталије Обреновић. У to време у угледним кућама су се служили једноставни српски специјалитети, па је и ова торта направљена по једноставној рецептури. Оригинални рецепт из 1888. године пронађен је у архиви у Дому Јеврема Грујића.

## Туристичка атракција
Чоколадна торта краљице Наталије постала је својеврсна туристичка атракција Београда. У Дому Јеврема Грујића, у сарадњи са Туристичком организацијом Београда, организује се културно-уметнички програм „Чајанка с краљицом Наталијом“. Овај програм дочарава живот и обичаје у једној грађанској кући у Београду 19. века. Посетиоци се такође упознају и са животом једне од најлепших и највољенијих српских краљица, краљицом Наталијом Обреновић. У оквиру програма посетиоцима се служи чај или кафа, уз обавезно парче краљицине омиљене торте, на исти начин на који се служио краљици када је долазила у кућу у којој се сада налази овај музеј.
На овај начин Београд постаје занимљивији свим туристима, нарочито гостима из иностранства. Краљица Наталија представља једну од најзначајнијих личности српске новије историје, жена великог угледа и утицаја на политички живот ондашње Србије.

## Рецепт за торту
Према мишљењу многих, ова торта јако подсећа на Сахер торту. Рецепт је познат, али мало ко зна да се одувек, па и данас, у торту додавало по неколико капи армањака, најфинијег француског пића.
Састојци
- 150 г чоколаде за кување
- млеко
- 6 јаја
- 150 г шећера
- 1/2 кесице прашка за пециво
- 150 г уља
- 150 г брашна
- мармелада
- 200 мл слатке павлаке
- 250 г чокладе за кување

Припрема
На лаганој ватри растопити чоколаду са једном кашиком млека. Развојити беланца од жуманаца и умутити их у чврст шне. Жуманца умутити са шећером, па додати уље и претходно растопљену чоколаду. У ову смесу додати снег од беланаца, брашно и прашак за пециво.
Готову смесу за коре ставити у калуп премазан уљем или маргарином и посут брашном. Пећи на 180-200 °C око 40-45 минута. Печену торту извадити из рерне, оставити да се охлади, па пресећи на пола (на две коре). Доњу кору премазати мармеладом преклопити другом кором. Целу торту премазати мармеладом, а затим чоколадном глазуром.
Торта је украшена једноставно, чоколадном глазуром, а она која се служи у Дому Јеврема Грујића додатно је украшена краљевском круном и словом „Н”.